# 강성모 (공학자)
강성모(姜城模, 영어: Sung-Mo Steve Kang, 1945년 2월 25일 ~ )는 전기 공학자이며 대학 교수이다. 2013년 2월부터 4년간 KAIST의 15대 총장으로 재직하였으며, 미국 대학교 총장으로, 캘리포니아 대학교 머시드교에 재직하였다.

## 학력
고등학교를 마치고 바로 대한민국 공군에서 3년간 복무한 후 1966년에 연세대학교 전기공학과에 입학했다. 연세대학교와 7학기 재학 후 자매대학이던 미국 뉴저지주 티넥의 페얼레이 디킨슨 대학교로 옮겨 1년 수학하고 1970년 페어레이 디킨슨대학교에서 학사학위를 받았다.
그 후 뉴욕 주립 대학교 버펄로에서 석사를 1972년에 받았으며, 1975년 캘리포니아 대학교 버클리에서 박사학위를 취득하였다.

## 경력
- 1975년-1977년 럿거스 대학교 전기전자공학과 교수
- 1977년-1985년 AT&T 벨 연구소 연구원 및 선임연구원
- 1985년-2000년 일리노이 대학교 어배너-섐페인 전기전산학과 교수 (학과장 역임)
- 2001년-2007년 캘리포니아 대학교 샌타크루즈 (UC Santa Cruz) 공대 학장
- 2007년-2011년 캘리포니아 대학교 머시드 (UC Merced) 총장
- 2013년-2017년 KAIST 총장
- 2017년-2022년 캘리포니아 대학교 샌타크루즈 공대 석좌교수
- 2022년-현재 특훈명예교수.연구교수

## 멤버십
IEEE, ACM, AAAS의 석학회원(Fellow)이자 한국과학기술한림원 회원, 한국공학한림원의 외국인 회원이다.

## 주요상훈
- 1979년 Myril B. Reed Best Paper Award
- 1984년 AT&T Exceptional Contribution Award
- 1987 IEEE ICCD Best Paper Award
- 1993년 IEEE CAS Society Darlington Best Journal Paper Award
- 1994년 IEEE CAS Society Meritorious Service Award
- 1996년 IEEE Leon K. Kirchmayer Graduate Teaching Award
- 1996년 Alexander Von Humboldt Award
- 1997년 IEEE CAS Society Technical Achievement Award
- 1998년 제6회 KBS 해외 동포상, 산업기술부분
- 1999년 SRC Technical Excellence Award
- 2000년 IEEE Millennium Medal
- 2001년 IEEE Low Power Design Contest Award
- 2001년 UC Berkeley 올해의 자랑스러운 동문상
- 2005년 IEEE CAS Society M.E Van Valkenburg Award
- 2007년 Chang-Lin Tien Education Leadership Award
- 2008년 3회 올해의 자랑스러운 한국인상
- 2008년 연세대학교 올해의 자랑스러운 동문상
- 2008년 Korean-American Leadership Award
- 2010년 제1회 한국한림원 덕명한림공학상
- 2013년 페어레이 디킨슨대 Pinnacle Award
- 2014년 대한민국 인물대상 (과학기술 부문)
- 2014년 IEEE CAS Society John Choma Jr. Education Award
- 2015년 US KSEA 공헌상
- 2016년 장영실 국제과학문화 상
- 2017년 SUNY Buffalo 자랑스러운 동문상
- 2020년 MOCAST Best Paper Award, Germany
- 2021년 IEEE AICAS Best Paper Award
- 2023년 IEEE CAS Society Darlington Best Journal Paper Award